# Brunt stenblad
Brunt stenblad (Lithops hookeri) är en suckulent växt inom släktet levande stenar och familjen isörtsväxter. Brunt stenblad finns i olika bruna nyanser och endast den översta toppen på plantan sticker upp då de växer i sin naturliga miljö. Blommorna skjuter upp mellan de två bladen, är ganska spretiga, samt är klargula till färgen.

## Förekomst
Levande stenar har sitt naturliga ursprung från Afrika, huvudsakligen från Namibia och Sydafrika.

## Odling
Levande stenar har blivit allt mer populära som krukväxter, och frön från dessa växter finns att köpa i många växtbutiker samt på internet. Det är relativt enkla att odla, förutsatt att de inte vattnas för mycket och tillräckligt med ljus och värme finns tillgängligt. På vintern bör de hållas i svalare temperatur samt hållas helt torra, det vill säga att all bevattning bör undvikas. För att undvika att växten ruttnar så bör de planteras någon centimeter högre i en kruka än så som de växer i det vilda.